# نیم‌وجبی
نیم‌وجبی فیلمی به کارگردانی نصرت‌الله وحدت و نویسندگی منوچهر کی مرام محصول سال ۱۳۴۶ است.

## خلاصه داستان
زن و مرد ثروتمندی صاحب فرزند نمی‌شوند. مرد مخفیانه مستخدم خود را عقد کرده و از او صاحب فرزندی می‌شود و بعد فرزند واقعی خود را به عنوان بچهٔ سر راهی به منزل آورده و از او نگهداری می‌کند. مستخدمه فرزند دیگری نیز برای مرد به دنیا می‌آورد و خود درمی‌گذرد و مرد فقیری از کودک نگهداری می‌کند. مرد ثروتمند حقیقت را از همسرش پنهان می‌کند. کودک دوم که نامش زبل است با ناپدری خویش (وحدت ودوستش بهمنیار) زندگی فقیرانه‌ای را می‌گذراند و پس از سال‌ها فرزند دومش را پیدا می‌کند و به همراه همسرش از دو کودک نگهداری می‌کنند.

## بازیگران
- نصرت‌الله وحدت
- کتایون
- سیاوش
- غلامحسین بهمنیار
- ریاحی
- هوشنگ بهشتی
- شاهین خو
- مریم صفا
- شهناز
- سیامک
- بنی احمدی
- جهانگیر غفاری
- نیک روز